# Ytterstgrunden (vid Rosala, Kimitoön)
Ytterstgrunden är öar i Finland. De ligger i Skärgårdshavet eller Norra Östersjön och i kommunen Kimitoön i landskapet Egentliga Finland, i den sydvästra delen av landet. Öarna ligger omkring 71 kilometer söder om Åbo och omkring 140 kilometer väster om Helsingfors. Ytterstgrunden ligger 6 meter över havet.
Arean för den av öarna koordinaterna pekar på är 0,6 hektar och dess största längd är 130 meter i sydöst-nordvästlig riktning.